# 펠릭스 옌
펠릭스 옌(Felix Jaehn, 1994년 8월 28일 ~ )은 독일의 DJ, 음악 프로듀서이다. 오미의 곡 "Cheerleader"를 리믹스해 세계적으로 이름을 알렸다. 재스민 톰프슨과 작업한 곡 "Ain't Nobody (Loves Me Better)"가 또 다른 대표곡이다.